# CBU-87 Combined Effects Munition
CBU-87 Combined Effects Munition — американська касетна бомба розроблена в середині 1980-х років компанією Honeywell. В 1986-у CBU-87 була прийнята на озброєння американських військо-повітряних сил, замінивши аналогічні боєприпаси часів Війни у В'єтнамі. Бомба може перетворитися на високоточну шляхом установки спеціального пристрою для коригування траєкторії польоту, модифікований боєприпас позначається CBU-103.